# 岡本久忠
岡本 久忠（おかもと ひさただ）は、江戸時代の御家人。

## 略歴
母は桑嶋忠久の娘で、母の兄久包の子で従兄に当たる久暢に子が無かったため、その久暢の望みで養子となる。
宝暦3年（1753年）4月3日、養父久暢の死に伴い家督を継ぐ。将軍への初謁見は安永5年（1776年）12月22日に徳川家治公であり、この時38歳であったため、かなり遅かった。寛政7年（1795年）4月18日、57歳で隠居した。
男子に恵まれなかった久忠は、始め久義を養子に迎えたが久忠より先に没したため、改めて久可を長女の婿養子に迎え後継とした。